# Iver Holter
Iver Holter (Gausdal, 13 december 1850 – Oslo, 27 januari 1941) was een Noors componist en dirigent.

## Biografie
Iver Paul Fredrik Holter werd geboren binnen het gezin van priester Caspar Georg Holter (1812-1880 en Caroline Theodora Borresen (1818-1857). Zijn oudere broer is schilder/jurist Wilhelm Holter, volledige naam Andreas Vilhelm Marinus Holter. Hij bracht zijn jeugd door in Gjerpen, waar hij ook zijn eerste lessen op de viool kreeg van Ferdinand August Rojahn. Hij ging vanaf 1869 medicijnen studeren en kreeg daar in 1875 nog een staatstoelage voor. Gedurende die studie kreeg hij al lessen van Johan Svendsen. In 1876 vertrok Holter om in Leipzig te gaan studeren. Tot 1879 kreeg hij daar onderricht van Salomon Jadassohn, Ernst Richter en Carl Reinecke. In 1880 werd hem nog een studiebeurs toegekend. Holter werkte in Leipzig aan zijn Symfonie, waarvan het eerste deel in 1878 werd uitgevoerd. (juni 1878). Het haalde de Noorse pers. Daarna ging hij studeren in Berlijn (1879-1881). In dat jaar bood hij zichzelf ook aan als muziekdocent harmonieleer, pianospel en koordirigeren. De componisten Signe Lund en Reidar Thomessen waren leerlingen van hem.

## Muziek
Een van zijn eerste optredens vond op 1 april 1882 plaats in Oslo, hij dirigeerde samen met Johan Edvard Hennum het orkest van het Christiania Theater in het programma:
- Holter: Idylle for strygeorkester
- Holter: Tre tydske sange met Thorvald Lammers als solist
- Edward Grieg: Pianoconcert met Edmund Neupert als solist
- Johan Selmer: Skandinaviske folkemelodier voor dameskoor; gedirigeerd door Selmer
- Holter: Symfonie in F majeur

Later in 1882 volgde hij Edvard Grieg op als dirigent van de voorloper van de Bergen filharmoniske orkester (Harmonien) en gaf daar de Noorse première van de Mattheuspassie van Johann Sebastian Bach. In de winter van 1884/1884 vertrok hij naar Leipzig voor de uitvoering van zijn Symfonie. Hij verhuisde in 1886 naar de voorloper van het Oslo filharmoniske orkester en hield zijn dirigentpositie aldaar voor 25 jaar aan. Hij hielp dat orkest (Musikforeningen) aan een meer professionele status door er bij de gemeente Oslo op aan te dringen, dat een stadsorkest nodig was voor allerlei culturele activiteiten. In 1889 kreeg het die status. Hij nam als dirigent een centrale rol in in het muziekleven in Noorwegen. In 1890 richtte hij een ander orkest op Oslo Bys Orkester (Oslo’s dorpsorkest). In 1897 richtte hij Holters Kor op. Hij was toen ook al leider van bijvoorbeeld de koren van de Handelaarsverenigingen.  Van 1900 tot 1906 werkte hij mee aan het blas Nordisk Musik-Revue. In 1912 was hij een van de oprichters van de Vereniging van Noorse Musici (Norsk Tonekunstnersamfund). Holter dirigeerde ook het buitenland; hij stond voor orkesten en koren in Zweden, Denemarken, Duitsland en Frankrijk. 

## Oeuvre als componist
Naast zijn werk als dirigent componeerde hij een aantal werken, maar kwam als componist niet echt ver. Zijn vioolconcert, symfonie en strijkkwartetten kennen enige plaatselijke bekendheid.
- opus 1: Strijkkwartet nr .1 (1879)
- opus 2: Bagatellen (1879)
- opus 3: Symfonie  (1877-1882; première in Leipzig 1 april 1882
- opus 4: St. Hansaften (Idyll), ook wel Norsk Midtsommeraften, Idyl for strygeorkester; in 1881 uitgevoerd in Leipzig; 12 februari 1881 uitgevoerd door Musikforeningen onder leiding van Johan Svendsen; er is ook een versie voor twee piano’s; 15 maart 1883 Bergen, door componist en de Harmonien
- opus 5: Vier Gesänge für mittlere Stimme (1881)
- opus 6: Liederen voor koor
- opus 7: Fem sange (Fünf Gesänge)
- opus 8: Noveletter (1887; opgedragen aan Agathe Backer-Grøndahl)
- opus 9: Hoststemninger; Digte af John Paulsen
- opus 10: Toneelmuziek bij Johann Wolfgang von Goethes Götz von Berlichingen (november 1888, voorstellingen in het Christiania Theater; de Festlig opptog hieruit werd op 7 juni 1945 in Bergen gespeeld ter gelegenheid van de terugkomst van Haakon VII van Noorwegen  na de Tweede Wereldoorlog
- opus 11: ?
- opus 12: Romance voor viool en orkest
- opus 13: Fem Sange med klaveraccompagnement/Romance og sange (Warmuth 1895, opgedragen aan Eva Nansen
- opus 14: Til Faedrelandet, een cantate met tekst van Theodor Caspari (1895)
- opus 15: Kantate ved den 7de store sangfest, 25 mei 1896 met tekst van Nordahl Rolfsen (1896); uitgevoerd in Tivoli
- opus 16: Nürnberg, kantate op tekst van Theodor Caspari (1898)
- opus 17: ?
- opus 18: Strijkkwartet nr. 2
- opus 19: Kantate ved indvielsen af Kristiania handelsforenings nye hus, 11 februari 1912 met tekst van C. Dysthe) (1912)
- opus 20: ?
- opus 21: Liederen voor driestemmig dameskoor met pianobegeleiding
- opus 22: Vioolconcert
- opus 23: Haust
- opus 24: Kristiania-kantate met tekst van Theodor Caspari (1924)
- opus 25: Olavskantate met tekst van Theodor Caspari (1930)
- een album met hoornmuziek is samenwerking met Alfred Svendsen
- Kantate, skrevet i anledning af Forfatternes Hostmesse (uitgevoerd 14 maart 1896)
- Sangerfestkantaten for mandskor, barytonsolo og orchester (uitgevoerd 28 november 1896 door Thorvald Lammers, Musikforeningen en componist)
- Den Forladte, een lied uit 1886, uitgevoerd op 30 oktober 1886 door Ingeborg Pettersen (zang) en Martin Ursin (piano) vanuit manuscript.

## Enkele concerten
- 5 maart 1887: concert met Musikforeningen met onder andere het Vijfde pianoconcert van Ludwig van Beethoven met soliste Agathe Backer-Grøndahl  en Foran sydens kloster van Edvard Grieg met een dameskoor
- 8 oktober 1887: Eerste concert van een serie van zes met Musikforeningen met de Coriolanus Ouverture, lied van Richard Wagner soliste Eva Nansen, Vijfde pianoconcert van Beethoven door Martin Knutzen, liederen door Nansen, Polonaise van Franz Liszt door Knutzen en de Symfonie nr. 1 van Johan Svendsen
- 6 mei 1896: "Afscheidconcert" Holter dirigeerde het Berliner Philharmoniker met onder andere de Suite Götz von Berlichingen
- 26 en 27 juni 1898: Holter dirigeerde het Concertgebouworkest in de Harmonien Bergen in een Noors programma: Johan Selmers Nationale feestmars, Christian Sindings Pianoconcert, Holters Suite Götz von Berlichingen en Svendsens Noorse rapsodie

- Gemeinsame Normdatei: 139857842
- International Standard Name Identifier: 0000 0000 7263 7677
- KulturNav: 9fb4583e-8815-4f09-9672-53d3e8b457db
- Library of Congress Control Number: n91059160
- Nationale Bibliotheek van Letland: 000345412
- MusicBrainz: 9bad46ca-d286-4210-b83a-1aae3806b1f2
- Nationale Bibliotheek van Tsjechië: xx0155645
- Nationale Bibliotheek van Polen: a0000002958546
- Nederlandse Thesaurus van Auteursnamen: 269238670
- SNAC: w61094vd
- Virtual International Authority File: 70570400
- WorldCat: E39PBJq73pykQKXtCcjgtWQcyd